# Polyschides olivi
Polyschides olivi is een Scaphopodasoort uit de familie van de Gadilidae. De wetenschappelijke naam van de soort is voor het eerst geldig gepubliceerd in 1835 door Scacchi.